# ناحیه مرسی بن مهیدی
ناحیه مرسی بن مهیدی (به عربی: دائرة مرسی بن مهیدی) یک ناحیه در الجزایر است که در استان تلمسان واقع شده‌است.

## خصوصیات
ناحیه مرسی بن مهیدی ۱۱٬۹۰۵ نفر جمعیت دارد.